# Qaghtsrašen
Qaghtsrašen, Qaghtsrashen o Kaghtsrashen  (in armeno Քաղցրաշեն?) è un comune dell'Armenia di 3 088 abitanti (2008) della provincia di Ararat.